# Alice Merton
Alice Merton, née le 13 septembre 1993 à Francfort, est une chanteuse, auteur-compositrice germano-canadienne. Elle a passé son enfance au Canada et en Grande-Bretagne avant de commencer sa carrière en Allemagne.

## Biographie

### Enfance et débuts
Ayant passé son enfance en Allemagne, Alice Merton déménage à New York puis au Canada avant de s'installer en Angleterre. Elle commence le piano à cinq ans et rêve d'être musicienne. Elle compose ses premiers textes à l'âge de seize ans.

### Carrière
Elle sort son premier EP No Roots le 3 février 2017. Son premier single, No roots, est classé numéro deux des German Charts et numéro un en France. Elle compose elle-même l'essentiel de ses morceaux.
Mint est son premier album studio. Il est publié le 18 janvier 2019. Il comprend les singles No Roots et Lash Out, précédemment inclus dans l'EP No Roots. « Why So Serious » est sorti le 7 septembre 2018, Funny Business, le 30 novembre 2018, et Learn to Live le 15 janvier 2019. Tous les morceaux sont produits par Nicolas Rebscher, à l'exception de Lash Out, aux côtés de Dave Bassett, de Funny Business aux côtés de John Hill, de I Don't Hold a Grudge aux côtés de Pete Hutchings, de Honeymoon Heartbreak aux côtés de Michelle Leonard et de Trouble in Paradise aux côtés de Tobias Kuhn.
Lors de l'édition 2019 de The Voice of Germany, elle occupe l'un des fauteuils de coach de l'émission, aux côtés de Rea Garvey, Mark Forster et Sido.[réf. nécessaire]

## Discographie

### EP
| Titre    | Détails                                                                                               |
| -------- | --- |
| No roots | - Sortie: 3 février 2017 - Label : Paper Plane Records - Format: CD, Vinyle, téléchargement numérique |

### Singles
| Titre                                                                                          | Année | Meilleure place atteinte | Meilleure place atteinte | Meilleure place atteinte | Meilleure place atteinte | Meilleure place atteinte | Meilleure place atteinte | Meilleure place atteinte | Certifications | Album    |
| Titre                                                                                          | Année | GER                      | AUT                      | FRA                      | LUX Dig.                 | SLO                      | SWI                      | ISR                      | Certifications | Album    |
| ---------------------------------------------------------------------------------------------- | ----- | ------------------------ | ------------------------ | ------------------------ | ------------------------ | ------------------------ | ------------------------ | ------------------------ | -------------- | -------- |
| No Roots                                                                                       | 2017  | 2                        | 3                        | 1                        | 2                        | 4                        | 12                       | 6                        | - BVMI: Or     | No roots |
| Hit the Ground Running                                                                         | 2017  | —                        | —                        | —                        | —                        | —                        | —                        | —                        |                | No roots |
| Lash Out                                                                                       | 2018  | —                        | —                        | —                        | —                        | —                        | —                        | —                        |                | Mint     |
| Why So Serious                                                                                 | 2018  | —                        | —                        | —                        | —                        | —                        | —                        | —                        |                | Mint     |
| Easy                                                                                           | 2019  | —                        | —                        | —                        | —                        | —                        | —                        | —                        |                | Mint+4   |
| "—" indique un enregistrement qui n'a pas été classé ou n'a pas été publié dans ce territoire. |       |                          |                          |                          |                          |                          |                          |                          |                |          |